# Trudno Powiedzieć
Trudno Powiedzieć – trzeci album zespołu Jary Band wydany w 2012 roku przez wytwórnię Fonografika. Realizatorem płyty został Andrzej Puczyński. Płyta zawiera utwory rockowe o zabarwieniu blues-rockowym, funkowym czy pop-rockowym.

## Lista utworów
1. „Sam”
2. „Kochaj”
3. „Jesteś tu”
4. „Ile można”
5. „Nie do wiary”
6. „Król śpi w koronie”
7. „Zerostan”
8. „Kasyno boogie”
9. „Dziewczę”
10. „Żadnej gry”
11. „Czarna Droga”
12. „Jestem zły”

Źródło - http://theblues-thatjazz.com/en/polish/4583-jary-band/17121-jary-band-trudno-powiedziec2012.html

## Skład
- Krzysztof "Jary" Jaryczewski - gitara, wokal, harmonijka
- Marek Tymkoff - gitara, wokal
- Andrzej "Pierwiastek" Potęga - gitara basowa, chórki
- Witold Albiński - perkusja,

oraz 
- Urszula - wokal (gościnnie w piosence „Jesteś tu”)
- Maciej Gładysz - gitara (gościnnie)
- Wojciech Łuczaj Pogorzelski - gitara (gościnnie w piosence „Dziewczę”)